# Saint-Pierre-de-Chignac
Saint-Pierre-de-Chignac är en kommun i departementet Dordogne i regionen Nouvelle-Aquitaine i sydvästra Frankrike. Kommunen ligger i kantonen Saint-Pierre-de-Chignac som tillhör arrondissementet Périgueux. År 2022 hade Saint-Pierre-de-Chignac 944 invånare.

## Befolkningsutveckling
Antalet invånare i kommunen Saint-Pierre-de-Chignac
Referens:INSEE